# 久麻久神社
久麻久神社（くまくじんじゃ）は、愛知県西尾市にある神社。旧社格は郷社。
社地は八ツ面町麓と熊味町にある。八ツ面町にある本殿は、一重入母屋造、三間向拝付の1527年（大永7年）に造立されたもので、国指定重要文化財である。延喜式内社。祭神は、大雀命、須佐之男命、熱田大神。祟神天皇の時代に創建されたとされる。